# Liste der Baudenkmäler in Steinkirchen (Oberbayern)
Auf dieser Seite sind die Baudenkmäler in der oberbayerischen Gemeinde Steinkirchen zusammengestellt. Diese Tabelle ist eine Teilliste der Liste der Baudenkmäler in Bayern. Grundlage ist die Bayerische Denkmalliste, die auf Basis des Bayerischen Denkmalschutzgesetzes vom 1. Oktober 1973 erstmals erstellt wurde und seither durch das Bayerische Landesamt für Denkmalpflege geführt wird. Die folgenden Angaben ersetzen nicht die rechtsverbindliche Auskunft der Denkmalschutzbehörde.
 Diese Liste gibt den Fortschreibungsstand vom 31. August 2017 wieder und enthält elf Baudenkmäler.

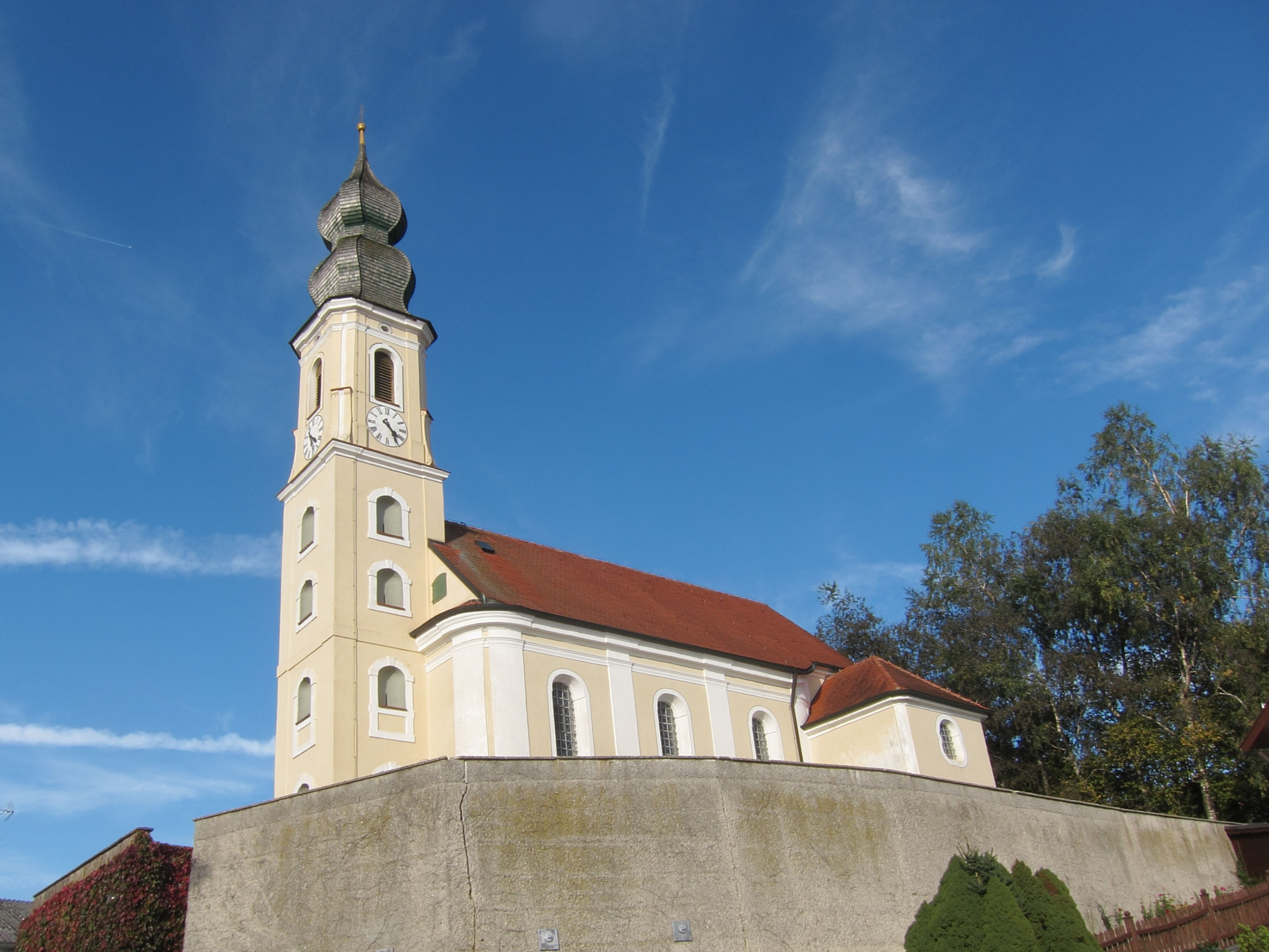
St. Laurentius in Hofstarring

## Baudenkmäler nach Ortsteilen

### Steinkirchen
| Lage                      | Objekt                                                           | Beschreibung | Akten-Nr.    | Bild           |
| ------------------------- | ---------------------------------------------------------------- | --- | ------------ | -------------- |
| Am Kirchberg 9 (Standort) | Katholische Pfarrkirche Johannes Baptist und Johannes Evangelist | Hochgelegener Backsteinsaalbau mit polygonalem Chorabschluss und angefügtem Spitzhelmturm, zweite Hälfte 15. Jahrhundert, im 18. Jahrhundert barockisiert; mit Ausstattung. | D-1-77-138-1 | weitere Bilder |
| Am Kirchberg 9 (Standort) | Seelenkapelle im Friedhof                                        | Backsteinrohbau mit Halbwalm, Anfang 16. Jahrhundert; mit Ausstattung | D-1-77-138-2 | weitere Bilder |

### Ebering
| Lage                             | Objekt                                                | Beschreibung | Akten-Nr.    | Bild |
| -------------------------------- | ----------------------------------------------------- | --- | ------------ | ---- |
| Ebering 1; In Ebering (Standort) | Katholische Filialkirche St. Laurentius und Stephanus | spätromanisch-frühgotischer Backsteinbau mit eingezogenem Chor, entstanden um 1300, Chorgewölbe spätgotisch, barocke Umbauphase des 17. Jahrhunderts, Dachreiter 1739; mit Ausstattung | D-1-77-138-6 | BW   |

### Haid
| Lage              | Objekt                                                    | Beschreibung     | Akten-Nr.     | Bild |
| ----------------- | --------------------------------------------------------- | ---------------- | ------------- | ---- |
| Haid 2 (Standort) | Hofkapelle mit geschwungenem Blendgiebel und Eckpilastern | 18. Jahrhundert. | D-1-77-138-17 | BW   |

### Hofstarring
| Lage                      | Objekt                                  | Beschreibung | Akten-Nr.     | Bild           |
| ------------------------- | --------------------------------------- | --- | ------------- | -------------- |
| In Hofstarring (Standort) | Katholische Filialkirche St. Laurentius | Barocke Saalkirche mit eingezogener Apsis und Westturm mit Doppelzwiebel, von Johann Baptist Lethner, 1767; mit Ausstattung | D-1-77-138-10 | weitere Bilder |

### Kögning
| Lage                  | Objekt                                | Beschreibung | Akten-Nr.     | Bild                                 |
| --------------------- | ------------------------------------- | --- | ------------- | ------------------------------------ |
| Kögning 18 (Standort) | Ständerbohlenstadel des Dreiseithofes | Mit Bundwerk und Satteldach, zweite Hälfte 18. Jahrhundert. | D-1-77-138-12 | BW                                   |
| Kögning 19 (Standort) | Katholische Filialkirche St. Michael  | Barocker Saalbau mit polygonalem Chorschluss und Spindelhelmturm, Chor spätgotisch um 1500, Langhausneubau und Turmoberteil Erstlingswerk von Johann Baptist Lethner, 1733–37; mit Ausstattung | D-1-77-138-11 | Katholische Filialkirche St. Michael |

### Niederstraubing
| Lage                       | Objekt                              | Beschreibung | Akten-Nr.     | Bild           |
| -------------------------- | ----------------------------------- | --- | ------------- | -------------- |
| Nähe Kirchenweg (Standort) | Katholische Filialkirche St. Martin | Saalbau mit eingezogenem polygonalem Chorschluss und sehr schlankem Spitzhelm, der spätgotische Kern 1613 und zweite Hälfte 17. Jahrhundert umgebaut und 1749–54 nochmals barockisiert; mit Ausstattung | D-1-77-138-13 | weitere Bilder |

### Nödlreuth
| Lage                                          | Objekt                       | Beschreibung | Akten-Nr.     | Bild                         |
| --------------------------------------------- | ---------------------------- | --- | ------------- | ---------------------------- |
| Im Deutinger Holz nördl. des Hofes (Standort) | Wallfahrtskapelle Maria-Hilf | sogenannte Bründlkapelle, kleiner massiver Satteldachbau mit Dachreiter, wohl 1707 errichtet, 1840 erweitert; mit Ausstattung | D-1-77-138-15 | Wallfahrtskapelle Maria-Hilf |

### Pfaffing
| Lage                                                                    | Objekt                                   | Beschreibung                                   | Akten-Nr.    | Bild                                     |
| ----------------------------------------------------------------------- | ---------------------------------------- | ---------------------------------------------- | ------------ | ---------------------------------------- |
| Pfaffing 4 (an der Straße von Steinkirchen nach Hienraching) (Standort) | Bildstock mit Steildach und Putzgesimsen | Im Inneren mit Lourdesgrotte, 18. Jahrhundert. | D-1-77-138-4 | Bildstock mit Steildach und Putzgesimsen |

### Pirka
| Lage               | Objekt             | Beschreibung                                                           | Akten-Nr.     | Bild               |
| ------------------ | ------------------ | ---------------------------------------------------------------------- | ------------- | ------------------ |
| Pirka 4 (Standort) | Ehemaliges Schloss | Zweigeschossiger Walmdachbau mit Putzgliederung, Ende 17. Jahrhundert. | D-1-77-138-16 | Ehemaliges Schloss |

## Ehemalige Baudenkmäler
In diesem Abschnitt sind Objekte aufgeführt, die früher einmal in der Denkmalliste eingetragen waren, jetzt aber nicht mehr. Objekte, die in anderem Zusammenhang also z. B. als Teil eines Baudenkmals weiter eingetragen sind, sollen hier nicht aufgeführt werden. Aktennummern in diesem Abschnitt sind ehemalige, jetzt nicht mehr gültige Aktennummern.

| Lage                                     | Objekt               | Beschreibung | Akten-Nr.    | Bild |
| ---------------------------------------- | -------------------- | --- | ------------ | ---- |
| Steinkirchen Pfaffinger Weg 1 (Standort) | Ehemaliges Pfarrhaus | Ehemaliger Pfarrhof und später Gasthaus, zweigeschossiger Satteldachbau mit Geschossbändern, im Kern Ende 17. Jahrhundert. | D-1-77-138-3 | BW   |

## Abgegangene Baudenkmäler
In diesem Abschnitt sind Objekte aufgeführt, die früher einmal in der Denkmalliste eingetragen waren, jetzt aber nicht mehr existieren, z. B. weil sie abgebrochen wurden. Aktennummern in diesem Abschnitt sind ehemalige, jetzt nicht mehr gültige Aktennummern.

| Lage                                   | Objekt   | Beschreibung                                                                                               | Akten-Nr.     | Bild |
| -------------------------------------- | -------- | --- | ------------- | ---- |
| Niederstraubing Bründlweg 1 (Standort) | Wohnhaus | Ehemaliges Nebengebäude des abgegangenen Schlosses, kleiner erdgeschossiger Satteldachbau, 18. Jahrhundert | D-1-77-138-14 | BW   |